# ولفگانگ اشتارک
ولفگانگ اشتارک (به آلمانی: Wolfgang Stark)در تاریخ ۲۰ نوامبر ۱۹۶۹ در آلمان متولد شد او در سال ۱۹۹۶ وارد حرفه داوری شد و در سال ۱۹۹۹ به جمع داوران بین‌المللی پیوست او تاکنون در رقبت‌های جام باشگاه‌های اروپا و جام جهانی قضاوت داشته‌است شاید بزرگترین افتخار او قضاوت نیمه نهایی جام جهانی زیر ۲۰ سال بین دو تیم شیلی و آرژانتین باشد.

## قضاوت در جام جهانی
او در جام جهانی ۲۰۱۰  ۲ بازی را در رقابت‌های گروهی و ۱ بازی را در یک هشتم نهایی قضاوت کرد.
او بازی‌های :
- آرژانتین با نیجریه
- انگلستان با اسلوونی
- اروگوئه با کره جنوبی را قضاوت کرده‌است.

## قضاوت در شهرآورد تهران
وی در شهرآورد ۵۹ام دو تیم استقلال و پرسپولیس به عنوان داور این بازی در ایران حضور داشته‌است.